# Monfarracinos
Monfarracinos là một đô thị trong tỉnh Zamora, Castile và León, Tây Ban Nha. Cách thủ phủ vùng 5 km về phía bắc, Villalpando.